# Enniskillen/St Angelo repülőtér
A Enniskillen/St Angelo repülőtér (IATA: ENK, ICAO: EGAB) Észak-Írország egyik nemzetközi repülőtere, amely Enniskillen közelében található. 

## Futópályák
A repülőtér futópályái:
- 14/32 (1225 m, 30 m, aszfalt)

## Forgalom
Az utasforgalom az elmúlt években az alábbi módon változott: